# Третьяков, Виктор Анатольевич
Ви́ктор Анато́льевич Третьяко́в (род. 7 марта 1961, Рига, СССР) — советский и российский автор-исполнитель песен, композитор, поэт, писатель. Заслуженный артист РФ (2011).

## Биография
В 1980 году окончил Рижский электромеханический техникум, по специальности «технолог». С 1982 года, после службы в армии, 6 лет работал инженером-конструктором на одном из рижских заводов.
С 1981 года начал писать собственные песни. Во время работы инженером он учится на вечернем отделении Рижского политехнического института, но в 1988 году бросает всё и уходит в «свободные художники». С тех пор Виктор Третьяков на профессиональной сцене. За эти годы он успел выступить почти во всех крупных городах страны. Он также побывал с концертами во Франции, Германии, Голландии, Бельгии, Люксембурге, Италии, Израиле, США, Швейцарии, Чехии.
Окончил 4 класса музыкальной школы по классу фортепиано. Играет на 12-струнной гитаре.
Виктор Третьяков — восьмикратный (2003, 2008, 2010, 2011, 2013, 2018, 2019, 2023) Лауреат национальной премии «Шансон года», а также почётный гость Грушинского фестиваля.
19 марта 2011 года состоялся юбилейный сольный концерт в Государственном Кремлёвском Дворце.
С 1991 года живёт в Москве.
Указом Президента России от 22 сентября 2011 года Виктору Третьякову присвоено почетное звание «Заслуженный артист РФ».

## Творческий путь
Первую известность Виктор Третьяков приобрёл благодаря телепрограмме «Взгляд», в которой выступал в основном с политическими и гражданскими песнями («Депутат», «Сыновья», «Колокола» и другие). Публикой были очень хорошо встречены две песни об Афганистане — «Разговор с афганцем» и «Сон». По словам автора, многие зрители, слышавшие эти песни, почему-то считают, что у него много песен на эту тему (на самом деле, кроме этих двух никаких нет). Песню «Красная река» Третьяков назвал песней, «вобравшей в себя все предыдущие» на социальную тематику:

Тут есть и фраза про цинковые гробы — она, может быть, вобрала в себя все песни про Афганистан -, и про детей-рабов, и про нищих старух, и про всё, как казалось. Я представил себе жизнь нашей страны как некую кровавую реку: течёт некая кровавая река из крови нашего народа, а на кривом берегу, мимо которого протекает эта кровавая река, стоят все атрибуты нашего «совка» — всё от начала до наших дней. Ну, и я пытался об этом задумываться и всё в своих песнях об этом говорить.
— Виктор Третьяков, YouTube
«После событий 1993 года мне расхотелось писать политические песни» — говорит Виктор Третьяков. Во второй половине 90-х годов в его творчестве преобладает любовная и философская лирика, а с 2000-х, в основном, только любовная. Исключение составляет песня «Про исключения».

Я двадцать лет как хроники

Пою свои истории.

Есть у меня поклонники

Особой категории.

«Ты лирику банальную» — говорят —

«Оставь для развлечения!

Ты спой нам социальную!

Ну, в виде исключения.»

Ладно, спою вам социальную,

Но в виде исключения.

— "Про исключения"
Песню Третьякова «Я повстречала его весною» («Тюбик») исполняли также Алёна Апина, Лариса Брохман, Галина Хомчик, Елена Ваенга (без музыки, как стихотворение) и другие.

## Темы песен

### 1990-е годы

#### «Колокола»
В первую пластинку Третьякова «Колокола» (1990) вошли песни на тему гражданской, политической лирики, две песни об Афганистане. Песней, 
«обобщающей всё то, о чём говорилось выше [в содержании пластинки]»,
 сам Третьяков назвал песню «Некролог».

В песнях «Красная река» (в пластинку не вошла), «Колокола» и «Депутат» Третьяков подверг критике советскую государственную систему. Песня «Депутат» 
«была написана в преддверии первого съезда народных депутатов, который проходил в Москве и посвящается не конкретно какому-то человеку, а любому из членов нашего народного парламента. Своего рода, депутатский наказ.» (цитата В. Т.)

#### «Бог, Россия и Любовь»
Второй альбом, выпущенный уже на диске, обладает многообразием жанров и затронутых тем. В нём Третьяков впервые обращается к любовной теме (песня «Рижский вокзал» — одна из известных песен автора, «Эскиз», «Рождество»). В песне «Птицы» появляется тема неба, которая будет впоследствии отражена во многих песнях автора (правда, в другой тематике).
Третьяков обращается к личным переживаниям («Роль», «Молитва», «Бог, Россия и Любовь», «Колыбельная»), пишет патриотические песни («Поэты»).

Как живётся вам в жарких странах,

Перелётные наши птицы?

Позабыли ли вы о ранах

За волшебной чертой границы?

[…]
Объясните-ка попонятней,

Вдруг и мне бог лететь назначит?

Говорят, где летать приятней,

Там и родина птичья значит?

— "Птицы"
Несмотря на свои слова в нынешнее время про то, что он перестал писать песни после событий 1993 года, в этом альбоме присутствует песня «Час пик», описывающая атмосферу 90-х годов.
В этом же альбоме появляется одна из самых известных и самых лиричных песен Третьякова «Письмо из детдома».

#### «Беглец», «Белая птица»
Эти два альбома были выпущены в 1999 году. Бард продолжает развивать тему любви («Осенний романс», «Романс», «Всё начинается с любви» (не на стихи Рождественского))

Я вас почти не знаю и будто знаю вечность.

Вы самая земная из всех небесных муз.

И нас соединяет лишь странная беспечность

И только небо знает, как хрупок наш союз.

Я вам почти не верю — слова лишь дым и только.

И я в свой дом потерю впустить не тороплю.

Я вас почти не знаю, но чувствую настолько,

Что, вас почти не зная, я знаю, что люблю.

— «Романс»
Поэт начинает излагать в песнях «Кленовая» и «Слуга» свои переживание как автора.

Тема неба поднимается в песне «Ветер странствий» — так как небо в песнях Третьякова занимает значительную роль как простор для мечтаний, ветер является образом внутренней свободы.

Социальная лирика продолжает жить в песне «Эх, раз».

На Россию нынче спрос,

У попсы аншлаги.

Вышит золотом Христос,

Да на красном флаге.

[…]

А мне б огурчиков на стол

Прямо с огороду

Да царя бы на престол

Русскому народу.

— «Эх, раз»

### 2000-е

#### «Циник» (2001)
Альбом можно условно разделить на две части — юмористическую и серьёзную. Здесь повторяется песня «Тюбик», появляются «Песня быка-производителя», «Как жаль…», «Чебурашка» (песня в двух частях на музыку В. Высоцкого), «Кузнечик» (также в подражание Высоцкому).

«Отвечай, кузнечик, сразу — хочешь жить ты, али нет?» -

Говорит сердито жаба и наводит пистолет, -

«Если хочешь, то деньги выкладывай

И скачками отсюда уматывай!»

Страшно, аж жуть…
— "Кузнечик"
В альбоме повторяются также две вышеупомянутые «афганские» песни, появляется новая песня «Четвёртый день», также  полюбившаяся публике. Возникают очень эмоциональные «Спор» и «Революция». Песня «Высший суд» поддерживает религиозную тему.

Ну, вот и танки в поле. И тут мне стало страшно -

Ведь жизнь кончалась этой высотой.

Но только вдруг я понял, что жизнь — не так уж важно.

А важно то, что сзади, за тобой.
— "Четвёртый день"

#### «Звёздочка» (2002)
В альбоме «Звёздочка» произошёл окончательный полный переход автора к лирике. Встречаются как личные переживания и размышления автора («Физика», «Кутерьма»), так и много песен о любви — «Звёздочка», «Ты для меня», «Весенний романс», «Оборотень».

Да хоть куда-нибудь свернуть бы.

Всё по кругу — хоть ты тресни!

Бог придумывает судьбы -

Я придумываю песни
— "Кутерьма"
Известна впервые появившаяся в этом альбоме песня «Физика». Автор провозглашает неопровержимость причинно-следственной связи (а именно поступков и заслуг), упоминая при этом физический закон о том, что угол падения равен углу отражения.

Если хочешь быть правым, не бегай налево.

Если хочешь быть первым — не спи за рулём.

А захочешь, чтоб рядом была королева,

Для начала попробуй сам стать королём.
— "Физика"

## Дискография
- Колокола (LP, фирма «Мелодия» 1990 г.; MC, «Страдиз» 2000 г.)
- Эскиз (Бог, Россия и Любовь) (Записи 1989—1995 гг.; CD, MC, «Музпром-МО» 2004 г.)
- Беглец (Запись 1999 года; CD, MC «Страдиз» 2003 г.)
- Белая птица (Званый вечер) (Запись 1999 года; CD, MC «Музпром-МО» 2004 г.)
- Циник (Запись 2001 года; CD, MC «Музпром-МО» 2004 г.)
- Звёздочка (CD, MC «Страдиз» 2002 г.)
- Избранное (CD, MC «Музпром-МО» 2004 г.)
- Летняя ночь (CD, МС «Музпром-МО», 2005 г.)
- Записки Ангела (CD, МС «Музпром-МО», 2007 г.)
- Виктор Третьяков (70 песен в формате MP-3) (CD-MP3, «Музпром-МО», 2006 г.)
- Один на один (20 лет на сцене) (Записи 2007—2009 гг.; CD-DA, «Музпром-МО», 2009 г.)
- Виктор Третьяков и симфонический оркестр «Почему бы нет!?…» (CD-DA, «Музпром-МО», 2011 г.)
- Продолжение Музыки… (CD-DA, «Музпром-МО», 2012 г.)
- Ваш Третьяков. Официальный белый сборник (CD-MP3, «Музпром-МО», 2013 г.) — сборник из 100 песен
- Монологъ (CD-DA, «Музпром-МО», 2015 г.)
- Альбом № 12 (CD-DA, «URGA Records», «Медиа Группа Рекордсмен», 2018 г.)
- Официальный сборник 120 лучших песен (UFD, «BALUXION RECORDS», 2018 г.)
- Улица «Весенняя» (UFD, «BALUXION RECORDS», 2021 г.)

Кроме того, Виктор Третьяков — автор песен к мультфильму «Знакомые нашей ёлки» и сериалу «Отдел С.С.С.Р.»